# Idiodes simplaria
Idiodes simplaria là một loài bướm đêm trong họ Geometridae.